# Дмитриевка (Буйский район)
Дмитриевка — посёлок в Буйском районе Костромской области. Входит в состав Барановского сельского поселения.

## География
Находится в западной части Костромской области на расстоянии приблизительно 10 км на восток-юго-восток по прямой от районного центра города Буй у железнодорожной линии Буй — Галич (платформа 463 км).

## Население
Постоянное население составляло 16 человек в 2002 году (русские 100 %), 4 в 2022.